# Big Boy (Band)
Big Boy ist eine deutsche Alternative-Metal- und Glam-Rock-Band. Die Musikgruppe um Sänger und Frontmann Johannes Schleiwies, der das namensgebende Pseudonym Big Boy nutzt, stammt ursprünglich aus München, hat ihren Sitz inzwischen jedoch in Los Angeles.
Bekannt wurde die Gruppe durch ihre bewusst lässig-provokante Selbstdarstellung.
Dabei sehen sie sich selbst als „heterosexuelle Version von Queen“.

## Geschichte
Unabhängig von der eigentlichen Gründungsgeschichte, pflegt die Gruppe ihre eigene Band-Mythologie. Dieser zufolge gründete der Schwede Big Boy die Musikgruppe. Dieser soll zwei Jahre in der Fremdenlegion gedient haben, aus der er unehrenhaft entlassen worden sein soll. Während eines mehrwöchigen Aufenthalts in einem Sanatorium soll ihm der Geist von Freddie Mercury erschienen sein, der ihm aufgetragen haben soll, der größte Rockstar der Welt zu werden. Während einer Pilgerreise auf dem Jakobsweg soll Big Boy auf seine Bandkollegen getroffen sein. Um anschließend die Aufnahmen für das Debütalbum zu finanzieren, soll er auf eBay Oralsex versteigert haben.
In einem Gespräch mit dem Magazin Kin Kats wird von Schleiwies, der als musikalische Einflüsse Queen und Turbonegro nennt, diese Attitüde erklärt: „Deutsche haben manchmal die Angewohnheit, Musik aus ihrem eigenen Land nicht so zu schätzen oder kaum zu beachten. Außer natürlich, du machst so Studenten-Indie-Musik. Deswegen haben wir ein bisschen gelogen, bzw. gewisse Wurzeln etwas überbetont. Ich fand das aber ganz lustig, und wir glaubten auch fest daran, dass es nicht wichtig ist, wer du bist. Du kannst alles werden, was du willst, und dann ist es eben Realität. Das ist ja gerade das Schöne am Rock’n’Roll oder Glam Rock. Kunst ist immer ein bisschen künstlich. Außer du machst Studenten-Rock.“
Schon vor Veröffentlichung der ersten Studioalbums erwarben sich Big Boy über MySpace einen ansehnlichen Bekanntheitsgrad und spielten zahlreiche Konzerte. Zu diesem Zeitpunkt verließ Gitarrist Peter Kafka bereits die Formation, da er sich auf sein Engagement bei Lacrimas Profundere, sowie seine neu gegründete Band Beloved Enemy konzentrieren wollte.
Für Live-Auftritte ergänzte später Chris Harms, damals Gitarrist bei The Pleasures und zusätzlich Sänger bei Lord of the Lost, die Gruppe.
Im Mai 2007 erfolgte der erste Auftritt beim Wave-Gotik-Treffen und im August auf dem M’era Luna Festival.
Big Boy wurden daraufhin von der Berliner Konzertagentur KKT unter Vertrag genommen, die unter anderem Die Toten Hosen, Die Ärzte und die Beatsteaks repräsentieren.
Das Management von The Darkness wurde auf Big Boy aufmerksam und übernahm die Vertretung der Band.
Am 6. Juli 2007 erschien auf dem Label Mate In Germany (Soulfood) schließlich das Debütalbum unter dem großspurigen Titel Hail the Big Boy, das Vergleiche zu Marilyn Manson und Twisted Sister nach sich zog.
Im Rahmen der Veröffentlichung spielte die Band europaweit fast 100 Konzerte.
Es folgten Touren mit den Backyard Babies, Wednesday 13 und Mindless Self Indulgence.
2009 erschien das zweite Album Ponygirl. Der Titel bezeichnet dabei die Petplay-Praktik aus dem BDSM-Bereich. Den Zusammenhang erläutert der Frontmann: „Ich bin für ein paar Wochen nach Deutschland gekommen, und das Mädchen, mit dem ich damals zusammen war, kam zu Besuch aus Hollywood. Wir sind übers Wochenende in dieses Edel-Bunker-Hotel auf dem Obersalzberg gefahren. Sie hatte so eine Multi-Tail-Peitsche mit einem sehr seltsam geformten Griffstück dabei. Das dachte ich. In Wirklichkeit war das ein Buttplug mit einem Pferdeschweif. Sie wollte damit durchs Hotelzimmer traben und dressiert werden. Wurde sie dann auch.“
Überraschend wurde dieses Album, das zwar auch regulär zu kaufen war, von der Band verschenkt. Auf einer Internetseite konnte man diese reguläre Verkaufsversion kostenlos bestellen und erhielt diese dann zugeschickt. Nach eigenen Angaben handelt es sich dabei weltweit um das erste physische Album, das in solcher Auflage verschenkt wurde.
Diesen gewagten Schritt erklärt Big Boy: „Wir wollen uns komplett unabhängig von der Musikindustrie mit ihren unzeitgemäßen Plattenfirmenstrukturen machen. Wir besitzen alle Rechte an den Songs und müssen heute niemanden mehr fragen, wie, wann und ob wir das Material veröffentlichen dürfen. Uns war von Vornherein wichtig, das Album nicht alleine nur als kostenlosen Download in Scheiß-Soundqualität zu veröffentlichen. Wir haben sehr viel Energie, Herzblut, Geld und Zeit in diese Platte gesteckt – wir wollen, dass die Leute die Songs so hören, wie sie klingen. Und nicht als schepperiges MP3 auf dem Handy und ohne Booklet. Mit ‚Ponygirl‘ bieten wir das alles für lau an.“
Die musikalische Weiterentwicklung zwischen den beiden Alben beschreibt Schleiwies, der ursprünglich selbst beruflich in der Plattenindustrie tätig war, wie folgt: „Beim Debüt wollten wir unbedingt geliebt werden, zur Not auch gehasst. Mit dieser Platte haben wir einfach das gemacht, wonach uns war. Ohne irgendwelche Fragen im Hinterkopf, ob es diesmal den Leuten gefallen würde. Dies ist wahrscheinlich auch ein Grund, weshalb das neue Material teilweise abstrakter ausgefallen ist. Rückblickend betrachtet kommt mir ‚Hail the Big Boy‘ heute über Strecken ein wenig spätpubertär vor. Teilweise zu einfach und sehr leicht nachzuvollziehen.“

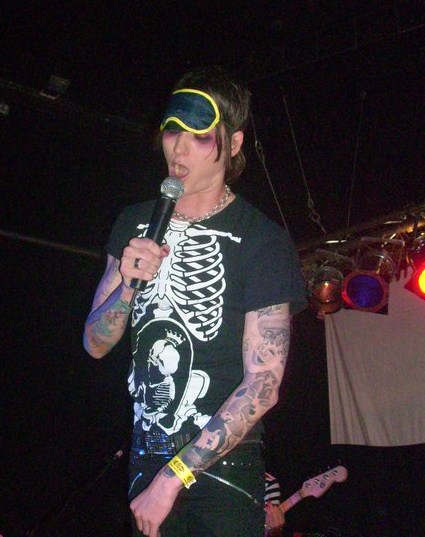
Live in Stuttgart (2008)

Ab dem Frühjahr 2009 befand sich der Sitz der Gruppe nicht mehr in Deutschland, sondern im kalifornischen Los Angeles. Die vielfältigen Gründe für diesen Schritt schildert Frontmann Big Boy: „Die große Überlegung war: Bevor ich einen kleinen Schritt mache, und von München nach Berlin gehe, mache ich lieber gleich einen großen Schritt und ziehe nach Los Angeles. Der große Traum ist und bleibt, weltweit als Musiker unterwegs zu sein. Gerade in Deutschland ist man sehr schnell gefangen in seinem Herkunftsland und seiner Nationalität. Wenn man sich einmal skandinavische, englische oder amerikanische Bands anschaut, ist dies grundlegend anders. Gruppen wie zum Beispiel Mindless Self Indulgence, Wednesday 13 oder Turbonegro sind nicht gerade die größten und erfolgreichsten Acts der Welt - trotzdem haben sie es von Anfang an geschafft, international attraktiv zu sein. Wir wollen uns nicht einschränken lassen. Das klare Ziel ist, in Deutschland erfolgreich zu sein und ebenso in Amerika.“
„In LA hält dich niemand auf, weder auf dem Weg nach oben, noch nach unten. Du kannst alles machen, und kriegst alles, wonach du suchst.“
Für seine Heimatstadt München hat er dagegen nur Spott und Hohn übrig: „Im Grunde hasse ich München. Ich interessiere mich null für diese Stadt, gehe hier abends niemals weg. Sogar unsere ersten Shows haben wir statt in München in Hamburg und Köln gespielt. Heute ist Schwabing ein Laufsteg für schnöselige BWL-Poser mit hochgestellten Polohemd-Krägen.“
Ebenfalls 2009 wurde für das US-amerikanische Fernsehen eine Realityshow über das Leben der Band in LA produziert. Dabei profitierte die Gruppe auch davon, dass sie dort als deutsche Band als exotisch wahrgenommen werden.
Im Rahmen der Dreharbeiten absolvierten Big Boy eine US-Tour und spielten unter anderem auf dem Sunset Strip im legendären Viper Room, Key Club sowie im Vorprogramm von Korn.
Während der Deutschland-Tour 2010 produzierte die Musikgruppe selbst unter Ponygirl Tour 2010 – The Videodiaries ein mehrwöchiges Videotagebuch, welches sie im Netz veröffentlichten.
Zwar nicht offiziell aufgelöst, so sind Big Boy inzwischen (Stand 2017) inaktiv.

## Rezeption
Besonders das Debütalbum Hail the Big Boy wurde von Rezensenten sehr wohlwollend aufgenommen.
So heißt es etwa in der Musikzeitschrift Sonic Seducer: „[…] [D]a nimmt aber einer den Mund […] ganz schön voll. Denn was nach dem anderthalbminütigen Intro, welches wie ein Ausschnitt aus einem französischen Schützengraben-Schmonzetten-Streifen klingt, folgt, ist glamouröser Größenwahn par excellence. Allerdings auch extrem exzellent, denn wie Big Boy und seine instrumentale Entourage Glam-Industrial-Rock darbieten, hat schon was von ganz großer Leinwand.“
War Big Boy schon immer eine Band, die musikalisch sowie aufgrund ihres Auftretens, stark polarisierte, fielen besonders beim Nachfolgealbum Ponygirl die Kritiken sehr unterschiedlich aus.
So sieht Ulf Kubanke von der Seite laut.de die Umsetzung der Platte „unsympathisch, stümperhaft simpel und künstlerisch primitiv“. Zudem fügt er an:
„Provokation kann so spannend sein, wenn sie funktioniert und nicht lediglich um ihrer selbst Willen daher kommt. Big Boy hingegen haben sich ganz bewusst für den musikalischen Holz- bzw. Vorschlaghammer entschieden. Der nervt jedoch eher, als dass er provoziert. Die Musik labbert Lust-killend als Mischung aus Abzählreim, abgedroschenstem Cockrock und bräsigem Sauflied aus den gequälten Boxen.“ Den Gesang bezeichnet er als „Marilyn Manson für Arme“, die Texte als „simpelste Plattitüden oder dümmlichen Dirty Talk“.
Weitaus wohlwollender fällt dagegen die Kritik von André Ohler in der Kin Kats aus: „Obwohl im Mainstream kaum bekannt, hat Big Boy eine große, treue Fanschicht. Junge Frauen sind es, die die Clubs bis auf den letzten Winkel füllen, wenn der Glam-Rocker auf Konzertreise geht. Zugegeben, bis dato hielt ich Big Boy für eine Eintagsfliege, ein Produkt findiger Plattenfirma-Menschen, die aus dem Glam-Goth-Trend solcher Acts wie Wednesday 13 oder Deathstars einen Mainstream-Hype generieren wollten, der sich an die richtet, die zu alt sind für Tokio Hotel und Cinema Bizarre. Und wirklich: Die Gothic-Girlies bissen an und verehren den Deutschen, der sich als Skandinavier gibt und in Los Angeles wohnt. Aber hat das nur mit Augenwischerei zu tun, oder steckt mehr hinter Big Boy? Heute sage ich ja, es ist nicht nur das coole Image, sondern eben auch die Musik, die mitreißt. ‚Ponygirl‘ ist für meine Begriffe reifer, weniger betont trendy, rockiger und einfach mit besseren Liedern gesegnet, als das Debüt. Gut, singen kann der große Junge zwar nicht, aber dafür eben auf dicke Hose machen.“

## Diskografie

### Alben
- 2007: Hail the Big Boy (Mate in Germany)
- 2009: Ponygirl (Private Room)

### Singles
- 2007: Hail the Big Boy (Mate in Germany)
- 2009: Love Is Almost Perfect(Download)

### Musikvideos
- 2007: Hail the Big Boy